# Libéma Open 2023 - Qualificazioni singolare femminile
Le qualificazioni del singolare femminile del Libéma Open 2023 sono state un torneo di tennis preliminare per accedere alla fase finale della manifestazione. Le vincitrici dell'ultimo turno entreranno di diritto nel tabellone principale. In caso di ritiro di una o più giocatrici aventi diritto a questi subentreranno le lucky loser, ossia le giocatrici che perderanno nell'ultimo turno ma che avevano una classifica più alta rispetto alle altre partecipanti che avevano comunque perso nel turno finale.

## Teste di serie
1. Priscilla Hon (ultimo turno, lucky loser)
2. CoCo Vandeweghe (primo turno)
3. Sachia Vickery (ultimo turno, lucky loser)
4. Carol Zhao (qualificata)
5. Emina Bektas (qualificata)
6. Mai Hontama (ultimo turno)

1. Magali Kempen (primo turno)
2. Dalila Jakupovič (primo turno)
3. Ankita Raina (ultimo turno)
4. Natalija Stevanović (qualificata)
5. Kristina Dmitruk (ultimo turno)
6. Zeynep Sönmez (qualificata)

## Qualificate
1. Natalija Stevanović
2. Lena Papadakis
3. Zeynep Sönmez

1. Carol Zhao
2. Emina Bektas
3. Susan Bandecchi

### Lucky loser
1. Priscilla Hon

1. Sachia Vickery

## Tabellone

### Legenda
| - Q = Qualificato - WC = Wild card - LL = Lucky loser | - ALT = Alternate - SE = Special Exempt - PR = Protected Ranking | - w/o = Walkover - r = Ritirato - d = Squalificato |

### Sezione 1
|  | Primo turno | Primo turno         | Primo turno      | Primo turno | Primo turno |  |  | Ultimo turno | Ultimo turno        | Ultimo turno | Ultimo turno | Ultimo turno |  |
|  |             |                     |                  |             |             |  |  |              |                     |              |              |              |  |
|  | 1           | Priscilla Hon       | Priscilla Hon    | 6           | 6           |  |  |              |                     |              |              |              |  |
|  | WC          | Anouk Koevermans    | Anouk Koevermans | 0           | 3           |  |  | 1            | Priscilla Hon       | 6            | 2            | 64           |  |
|  |             | Eva Vedder          | 7                | 2           | 3           |  |  | 10           | Natalija Stevanović | 4            | 6            | 7            |  |
|  | 10          | Natalija Stevanović | 5                | 6           | 6           |  |  |              |                     |              |              |              |  |

### Sezione 2
|  | Primo turno | Primo turno      | Primo turno     | Primo turno | Primo turno |  |  | Ultimo turno | Ultimo turno   | Ultimo turno | Ultimo turno | Ultimo turno |  |
|  |             |                  |                 |             |             |  |  |              |                |              |              |              |  |
|  | 2           | Coco Vandeweghe  | Coco Vandeweghe | 3           | 2           |  |  |              |                |              |              |              |  |
|  |             | Lena Papadakis   | Lena Papadakis  | 6           | 6           |  |  |              | Lena Papadakis | 6            | 3            | 6            |  |
|  | WC          | Taylah Preston   | 6               | 2           | 7           |  |  | WC           | Taylah Preston | 0            | 6            | 4            |  |
|  | 8           | Dalila Jakupovič | 4               | 6           | 65          |  |  |              |                |              |              |              |  |

### Sezione 3
|  | Primo turno | Primo turno        | Primo turno        | Primo turno | Primo turno |  |  | Ultimo turno | Ultimo turno   | Ultimo turno | Ultimo turno | Ultimo turno |  |
|  |             |                    |                    |             |             |  |  |              |                |              |              |              |  |
|  | 3           | Sachia Vickery     | Sachia Vickery     | 6           | 6           |  |  |              |                |              |              |              |  |
|  |             | Jesika Malečková   | Jesika Malečková   | 1           | 4           |  |  | 3            | Sachia Vickery | 62           | 6            | 2            |  |
|  |             | Ekaterina Makarova | Ekaterina Makarova | 64          | 2           |  |  | 12           | Zeynep Sönmez  | 7            | 0            | 6            |  |
|  | 12          | Zeynep Sönmez      | Zeynep Sönmez      | 7           | 6           |  |  |              |                |              |              |              |  |

### Sezione 4
|  | Primo turno | Primo turno      | Primo turno      | Primo turno | Primo turno |  |  | Ultimo turno | Ultimo turno     | Ultimo turno     | Ultimo turno | Ultimo turno |  |
|  |             |                  |                  |             |             |  |  |              |                  |                  |              |              |  |
|  | 4           | Carol Zhao       | Carol Zhao       | 6           | 6           |  |  |              |                  |                  |              |              |  |
|  |             | Lexie Stevens    | Lexie Stevens    | 1           | 4           |  |  | 4            | Carol Zhao       | Carol Zhao       | 6            | 6            |  |
|  |             | Sabine Lisicki   | Sabine Lisicki   | 3           | 4           |  |  | 11           | Kristina Dmitruk | Kristina Dmitruk | 1            | 3            |  |
|  | 11          | Kristina Dmitruk | Kristina Dmitruk | 6           | 6           |  |  |              |                  |                  |              |              |  |

### Sezione 5
|  | Primo turno | Primo turno  | Primo turno  | Primo turno | Primo turno |  |  | Ultimo turno | Ultimo turno | Ultimo turno | Ultimo turno | Ultimo turno |  |
|  |             |              |              |             |             |  |  |              |              |              |              |              |  |
|  | 5           | Emina Bektas | Emina Bektas | 7           | 6           |  |  |              |              |              |              |              |  |
|  |             | Miyu Katō    | Miyu Katō    | 5           | 3           |  |  | 5            | Emina Bektas | 6            | 5            | 6            |  |
|  |             | Ellen Perez  | Ellen Perez  | 3           | 5           |  |  | 9            | Ankita Raina | 3            | 7            | 3            |  |
|  | 9           | Ankita Raina | Ankita Raina | 6           | 7           |  |  |              |              |              |              |              |  |

### Sezione 6
|  | Primo turno | Primo turno      | Primo turno      | Primo turno | Primo turno |  |  | Ultimo turno | Ultimo turno    | Ultimo turno | Ultimo turno | Ultimo turno |  |
|  |             |                  |                  |             |             |  |  |              |                 |              |              |              |  |
|  | 6           | Mai Hontama      | Mai Hontama      | 6           | 6           |  |  |              |                 |              |              |              |  |
|  | WC          | Jasmijn Gimbrère | Jasmijn Gimbrère | 1           | 4           |  |  | 6            | Mai Hontama     | 3            | 6            | 5            |  |
|  |             | Susan Bandecchi  | 65               | 7           | 6           |  |  | 9            | Susan Bandecchi | 6            | 3            | 7            |  |
|  | 9           | Ankita Raina     | 7                | 61          | 4           |  |  |              |                 |              |              |              |  |